# Pleurothyrium palmanum
Pleurothyrium palmanum là loài thực vật có hoa trong họ Nguyệt quế. Loài này được (Mez & Donn. Sm.) Rohwer miêu tả khoa học đầu tiên năm 1986.